# Quiero ser (programa de televisión)
Quiero ser fue un programa de televisión dedicado a la promoción de diseñadores de moda nóveles.

## Mecánica
El programa empieza con seis chicas que quieren convertirse en diseñadora de moda. Durante una semana, cada profesor se encarga de formar a dos de ellos, con el objetivo de que puedan superar los diferentes retos y actividades. Al final de la semana, cada profesor tiene que nominar a uno de sus candidatos y, de entre ellos, uno será el ganador. Cada semana, entra un nuevo aspirante en sustitución del que ha abandonado el programa. Las cualidades que se valoran son la creatividad, la habilidad en el uso de las redes sociales y la empatía con el público.

## Producción
Producido por Mandarina Producciones, fue estrenado el 19 de julio en el access prime time de Telecinco, donde se emitieron los tres primeros programas. Tras ese preliminar pasó a emitirse en la cadena Divinity desde el 25 de julio de 2016. En agosto de 2016, Mediaset España anunció la renovación del programa por una segunda temporada.

## Primera edición (2016)

### Presentadora
- Sara Carbonero fue la presentadora en la primera temporada. A partir de la segunda, el formato lo presentaron los profesores.

### Profesores
- Cristo Báñez:Diseñador de moda flamenca.
- Aída Domènech (Dulceida):Bloguera de moda.
- Ángela Rozas (Madame de Rosa):Bloguera de moda.

### Asesores
- Pelayo Díaz, estilista, diseñador y bloguero.
- Natalia Ferviú, estilista y diseñadora.
- Cristina Rodríguez, estilista y diseñadora.

### Participantes
| Nombre            | Nombre         | Edad                 | Residente           | Nominaciones      | Duración                      | Información |
| ----------------- | -------------- | -------------------- | ------------------- | ----------------- | ----------------------------- | ----------- |
|                   | Alicia Alameda | 18 años              | Madrid              | 5.º               | 56 días                       | Ganadora    |
| Javier Ausín      | 25 años        | Santander            | 6.º y 7.º           | 35 días           | 2.º Finalista                 |             |
| Marta Soriano     | 22 años        | Don Benito           | 6.º                 | 28 días           | 3.ª Finalista                 |             |
| Laura Álvarez     | 26 años        | Madrid               | 1.º, 3.º, 4.º y 5.º | 35 días / 12 días | 4.ª Expulsada / 8.ª Expulsada |             |
| Esther Vázquez    | 24 años        | Cartagena            | 1.º, 2.º, 5.º y 7.º | 50 días           | 7.ª Expulsada                 |             |
| Marlene Redondo   | 24 años        | Gijón                | 2.º, 3.º, 4.º y 7.º | 49 días           | 6.ª Expulsada                 |             |
| Miriam Martínez   | 18 años        | San Sebastián        | 6.º                 | 7 días            | 5.ª Expulsada                 |             |
| Reyes Moreno      | 25 años        | Jerez de la Frontera | 4.º                 | 14 días           | 3.ª Expulsada                 |             |
| Celia Fuentes (†) | 25 años        | Madrid               | Nunca               | 14 días           | A. Voluntario                 |             |
| Christian Acosta  | 24 años        | Valencia             | 2.º                 | 14 días           | 2.º Expulsado                 |             |
| Cristina Vargas   | 25 años        | Sevilla              | 1.º                 | 7 días            | 1.ª Expulsada                 |             |

### Estadísticas programas
|            | Semana 1 | Semana 1 | Semana 1  | Semana 2 | Semana 2 | Semana 2  | Semana 3 | Semana 3 | Semana 3 | Semana 4 | Semana 4 | Semana 4  | Semana 5 | Semana 5 | Semana 5  | Semana 6 | Semana 6 | Semana 6  | Semana 7 | Semana 7 | Semana 7  | Semana 8 (Final) | Semana 8 (Final) | Semana 8 (Final) | Semana 8 (Final) | Semana 8 (Final) | Semana 8 (Final) | Semana 8 (Final) |
| Episodios: | 1 y 2    | 3        | 3         | 4-8      | 9        | 9         | 10-14    | 15       | 15       | 16-20    | 21       | 21        | 22-25    | 26       | 26        | 27-31    | 32       | 32        | 33-37    | 38       | 38        | 39               | 39               | 40               | 41               | 42               | 43               | Final            |
| ---------- | -------- | -------- | --------- | -------- | -------- | --------- | -------- | -------- | -------- | -------- | -------- | --------- | -------- | -------- | --------- | -------- | -------- | --------- | -------- | -------- | --------- | ---------------- | ---------------- | ---------------- | ---------------- | ---------------- | ---------------- | ---------------- |
| Alicia     | Entra    | Salvada  | Exenta    | Exenta   | Salvada  | Exenta    | Exenta   | Salvada  | Exenta   | Exenta   | Salvada  | Exenta    | Exenta   | Nominada | Salvada   | Exenta   | Salvada  | Exenta    | Exenta   | Salvada  | Exenta    | Nominada         | Salvada          | Exenta           | Nominada         | Nominada         | Finalista        | Ganadora         |
| Javier     |          |          |           |          |          |           |          |          |          | Entra    | Salvado  | Exento    | Exento   | Salvado  | Exento    | Exento   | Nominado | Salvado   | Exento   | Nominado | Salvado   | Nominado         | Salvado          | Exento           | Finalista        | Finalista        | Finalista        | Subcampeón       |
| Marta      |          |          |           |          |          |           |          |          |          |          |          |           | Entra    | Salvada  | Exenta    | Exenta   | Nominada | Salvada   | Exenta   | Salvada  | Exenta    | Nominada         | Salvada          | Exenta           | Nominada         | Finalista        | Finalista        | 3.ª finalista    |
| Laura      | Entra    | Nominada | Salvada   | Exenta   | Salvada  | Exenta    | Exenta   | Nominada | Salvada  | Exenta   | Nominada | Salvada   | Exenta   | Nominada | Expulsada |          |          |           | Repesca  | Salvada  | Exenta    | Nominada         | Salvada          | Exenta           | Nominada         | Nominada         | Expulsada        |                  |
| Esther     | Entra    | Nominada | Salvada   | Exenta   | Nominada | Salvada   | Exenta   | Salvada  | Exenta   | Exenta   | Salvada  | Exenta    | Exenta   | Nominada | Salvada   | Exenta   | Salvada  | Exenta    | Exenta   | Nominada | Salvada   | Nominada         | Expulsada        |                  |                  |                  |                  |                  |
| Marlene    | Entra    | Salvada  | Exenta    | Exenta   | Nominada | Salvada   | Exenta   | Nominada | Salvada  | Exenta   | Nominada | Salvada   | Exenta   | Salvada  | Exenta    | Exenta   | Salvada  | Exenta    | Exenta   | Nominada | Expulsada |                  |                  |                  |                  |                  |                  |                  |
| Miriam     |          |          |           |          |          |           |          |          |          |          |          |           |          |          |           | Entra    | Nominada | Expulsada |          |          |           |                  |                  |                  |                  |                  |                  |                  |
| Reyes      |          |          |           |          |          |           | Entra    | Salvada  | Exenta   | Exenta   | Nominada | Expulsada |          |          |           |          |          |           |          |          |           |                  |                  |                  |                  |                  |                  |                  |
| Celia      |          |          |           | Entra    | Salvada  | Exenta    | Exenta   | Nominada | Abandono |          |          |           |          |          |           |          |          |           |          |          |           |                  |                  |                  |                  |                  |                  |                  |
| Christian  | Entra    | Salvado  | Exento    | Exento   | Nominado | Expulsado |          |          |          |          |          |           |          |          |           |          |          |           |          |          |           |                  |                  |                  |                  |                  |                  |                  |
| Cristina   | Entra    | Nominada | Expulsada |          |          |           |          |          |          |          |          |           |          |          |           |          |          |           |          |          |           |                  |                  |                  |                  |                  |                  |                  |

     El concursante entra en Quiero Ser.
     Concursante salvado por su profesor semanal.
     Concursante no salvado por su profesor y por tanto nominado.
     Concursante salvado por los profesores.
     Concursante salvado por sus compañeros.
     El concursante ganó la prueba grupal y tiene un privilegio.
     El concursante abandona el programa.
     El concursante es Expulsado.
     El concursante no sigue en el programa.
     El concursante es finalista.
     El concursante queda tercero/a.
     El concursante queda segundo/a.
     El concursante fue el ganador/a de Quiero Ser.

### Equipos
| Semanas   | 1        | 2         | 3         | 4        | 5         | 6         | 7         | 8*        |
| --------- | -------- | --------- | --------- | -------- | --------- | --------- | --------- | --------- |
| Alicia    | Dulceida | Cristo    | Dulceida  | Madame   | Dulceida  | Cristo    | Cristo    | Equipo 1  |
| Javier    |          |           |           | Cristo   | Madame    | Cristo    | Dulceida  | Equipo 1  |
| Marta     |          |           |           |          | Cristo    | Madame    | Madame    | Equipo 2  |
| Laura     | Cristo   | Dulceida  | Madame    | Madame   | Cristo    | Expulsada | Dulceida  | Equipo 2  |
| Esther    | Dulceida | Dulceida  | Cristo    | Dulceida | Madame    | Madame    | Cristo    | Expulsada |
| Marlene   | Cristo   | Madame    | Cristo    | Cristo   | Dulceida  | Dulceida  | Madame    | Expulsada |
| Miriam    |          |           |           |          |           | Dulceida  | Expulsada |           |
| Reyes     |          |           | Madame    | Dulceida | Expulsada |           |           |           |
| Celia     |          | Madame    | Dulceida  | Abandono |           |           |           |           |
| Christian | Madame   | Cristo    | Expulsado |          |           |           |           |           |
| Cristina  | Madame   | Expulsada |           |          |           |           |           |           |

- Marta, como ganadora de la prueba grupal eliminatoria, se encargó de formar los equipos de la última semana, que no tienen ningún profesor asignado, ya que los dos equipos realizan pruebas con todos los profesores.

### Episodios y audiencia
| N.º (prog.) | N.º (temp.) | Fecha      | Características del programa                                                             | Espectadores | Cuota |
| ----------- | ----------- | ---------- | ---------------------------------------------------------------------------------------- | ------------ | ----- |
| 1           | 1           | 19/07/2016 | Presentación de concursantes y equipos / Primeras pruebas por equipos                    | 1 394 000    | 9,9%  |
| 2           | 2           | 20/07/2016 | Pruebas por equipos                                                                      | 1 087 000    | 7,8%  |
| 3           | 3           | 21/07/2016 | Salvación de Christian, Alicia y Marlene, y de Laura y Esther / Expulsión de Cristina    | 1 060 000    | 8,2%  |
| 4           | 4           | 25/07/2016 | Entra Celia / Pruebas por equipos                                                        | 269 000      | 2,7%  |
| 5           | 5           | 26/07/2016 | Pruebas por equipos                                                                      | 181 000      | 1,9%  |
| 6           | 6           | 27/07/2016 | Pruebas por equipos                                                                      | 170 000      | 1,8%  |
| 7           | 7           | 28/07/2016 | Pruebas por equipos                                                                      | 178 000      | 2,0%  |
| 8           | 8           | 29/07/2016 | Pruebas por equipos                                                                      | 136 000      | 1,7%  |
| 9           | 9           | 31/07/2016 | Salvación de Celia, Alicia y Laura, y de Marlene y Esther / Expulsión de Christian       | 164 000      | 1,4%  |
| 10          | 10          | 01/08/2016 | Entra Reyes / Pruebas por equipos                                                        | 209 000      | 2,3%  |
| 11          | 11          | 02/08/2016 | Pruebas por equipos                                                                      | 180 000      | 2,0%  |
| 12          | 12          | 03/08/2016 | Pruebas por equipos                                                                      | 201 000      | 2,2%  |
| 13          | 13          | 04/08/2016 | Pruebas por equipos                                                                      | 236 000      | 2,6%  |
| 14          | 14          | 05/08/2016 | Pruebas por equipos                                                                      | 127 000      | 1,6%  |
| 15          | 15          | 07/08/2016 | Abandono de Celia / Salvación de Alicia, Esther y Reyes / Salvación de Laura y Marlene   | 130 000      | 1,2%  |
| 16          | 16          | 08/08/2016 | Entra Javier / Pruebas por equipos                                                       | 162 000      | 1,8%  |
| 17          | 17          | 09/08/2016 | Pruebas por equipos                                                                      | 153 000      | 1,4%  |
| 18          | 18          | 10/08/2016 | Pruebas por equipos                                                                      | 194 000      | 2,1%  |
| 19          | 19          | 11/08/2016 | Pruebas por equipos                                                                      | 160 000      | 1,8%  |
| 20          | 20          | 12/08/2016 | Pruebas por equipos                                                                      | 138 000      | 1,7%  |
| 21          | 21          | 14/08/2016 | Salvación de Javier, Esther y Alicia / Salvación de Laura y Marlene / Expulsión de Reyes | 92 000       | 0,9%  |
| 22          | 22          | 16/08/2016 | Entra Marta / Prueba grupal                                                              | 154 000      | 1,6%  |
| 23          | 23          | 17/08/2016 | Pruebas por equipos                                                                      | 174 000      | 1,7%  |
| 24          | 24          | 18/08/2016 | Pruebas por equipos                                                                      | 108 000      | 1,2%  |
| 25          | 25          | 19/08/2016 | Pruebas por equipos                                                                      | 122 000      | 1,4%  |
| 26          | 26          | 21/08/2016 | Salvación de Javier, Marlene y Marta / Salvación de Alicia y Esther / Expulsión de Laura | 100 000      | 0,9%  |
| 27          | 27          | 22/08/2016 | Entra Miriam / Prueba grupal                                                             | 185 000      | 2,1%  |
| 28          | 28          | 23/08/2016 | Pruebas por equipos                                                                      | 201 000      | 2,2%  |
| 29          | 29          | 24/08/2016 | Pruebas por equipos                                                                      | 162 000      | 1,8%  |
| 30          | 30          | 25/08/2016 | Pruebas por equipos                                                                      | 213 000      | 2,2%  |
| 31          | 31          | 26/08/2016 | Pruebas por equipos                                                                      | 195 000      | 2,2%  |
| 32          | 32          | 28/08/2016 | Salvación de Marlene, Alicia y Esther, y de Javier y Marta / Expulsión de Miriam         | 130 000      | 1,1%  |
| 33          | 33          | 29/08/2016 | Repesca de Laura / Pruebas por equipos                                                   | 201 000      | 1,9%  |
| 34          | 34          | 30/08/2016 | Pruebas por equipos                                                                      | 170 000      | 1,6%  |
| 35          | 35          | 31/08/2016 | Pruebas por equipos                                                                      | 236 000      | 2,1%  |
| 36          | 36          | 01/09/2016 | Pruebas por equipos                                                                      | 250 000      | 2,2%  |
| 37          | 37          | 02/09/2016 | Pruebas por equipos                                                                      | 111 000      | 1,1%  |
| 38          | 38          | 04/09/2016 | Salvación de Marta, Laura y Alicia / Salvación de Javier y Esther / Expulsión de Marlene | 144 000      | 1,1%  |
| 39          | 39          | 05/09/2016 | Prueba grupal eliminatoria / Expulsión de Esther                                         | 162 000      | 1,4%  |
| 40          | 40          | 06/09/2016 | Pruebas por equipos                                                                      | 127 000      | 1,1%  |
| 41          | 41          | 07/09/2016 | Pruebas por equipos / Prueba grupal / Javier, 1.er finalista                             | 224 000      | 2,0%  |
| 42          | 42          | 08/09/2016 | Prueba grupal / Marta, 2.ª finalista                                                     | 222 000      | 2,0%  |
| 43          | 43          | 09/09/2016 | Última prueba grupal / Alicia, 3.ª finalista / Expulsión de Laura                        | 177 000      | 1,8%  |
| 44          | 44          | 11/09/2016 | Final:Prueba clasificatoria / Expulsión de Marta / Ganadora:Alicia, subcampeón:Javier    | 258 000      | 2,0%  |

## Segunda edición (2016-2017)

### Profesores
- Cristo Báñez:Diseñador de moda flamenca.
- Aída Domènech (Dulceida):Bloguera de moda.
- Ángela Rozas (Madame de Rosa):Bloguera de moda.
- Anna Pascual:Profesora sustituta; madre de Dulceida.

### Participantes
| Nombre                   | Nombre     | Edad          | Residente                                  | Nominaciones                    | Información |
| ------------------------ | ---------- | ------------- | ------------------------------------------ | ------------------------------- | ----------- |
|                          | Paula Moya | 28 años       | Madrid                                     | 9.ª*                            | Ganadora    |
| Claudia Luque            | 20 años    | Jaén          | 1ªb, 3.ª, 4.ª, 5.ª, 7.ª, 9.ª*, 10.ª y 11.ª | 2.ª Finalista                   |             |
| Susana García            | 23 años    | Madrid        | 1ªa, 2.ª, 6.ª, 7.ª, 9.ª*, 10.ª y 12.ª      | 3.ª Finalista                   |             |
| Isabella Ching           | 22 años    | Madrid        | 3.ª, 5.ª y 6.ª                             | 8.ª Expulsada / 18.ª Expulsada  |             |
| Raúl Maroñas "Rasulindo" | 19 años    | Madrid        | 7.ª, 8.ª y 12.ª                            | 17.º Expulsado                  |             |
| Justa Oló                | 23 años    | Madrid        | 12.ª                                       | 13.ª Expulsada / 16.ª Expulsada |             |
| Laura Esteban            | 22 años    | Cádiz         | 2.ª y 11.ª                                 | 3.ª Expulsada / 15.ª Expulsada  |             |
| Casandra Dodero          | 27 años    | Madrid        | 4.ª, 5.ª y 11.ª                            | 6.ª Expulsada / 14.ª Expulsada  |             |
| Andrea Roca              | 30 años    | Madrid        | 10.ª                                       | 12.ª Expulsada                  |             |
| Alejandro Risso          | 26 años    | Málaga        | 8.ª y 9.ª*                                 | 11.º Expulsado                  |             |
| Laura López              | 18 años    | Palma         | 8.ª                                        | 10.ª Expulsada                  |             |
| Ane Laraudogoitia        | 18 años    | San Sebastián | 7.ª                                        | 9.ª Expulsada                   |             |
| Mirella Fernández        | 26 años    | Londres       | 6.ª                                        | 7.ª Expulsada                   |             |
| Aitana Mazarredo         | 18 años    | Madrid        | 4.ª                                        | 5.ª Expulsada                   |             |
| Paula Reynau             | 20 años    | Valencia      | 1ªb, 2.ª y 3.ª                             | 4.ª Expulsada                   |             |
| Miriam 'Mimi' Martínez   | 22 años    | Gerona        | 1ªa y 1ªb                                  | 2.ª Expulsada                   |             |
| Miriam Benkirane         | 20 años    | Madrid        | 1ªa                                        | 1.ª Expulsada                   |             |

- * Nominación disciplinaria.

### Estadísticas programas
|            | Semana 1 | Semana 1 | Semana 1  | Semana 1 | Semana 1 | Semana 1  | Semana 2 | Semana 2  | Semana 2  | Semana 3 | Semana 3 | Semana 3  | Semana 4 | Semana 4 | Semana 4  | Semana 5 | Semana 5 | Semana 5  | Semana 6 | Semana 6 | Semana 6  | Semana 7 | Semana 7  | Semana 7 | Semana 7  | Semana 7  | Semana 8 | Semana 8 | Semana 8  | Semana 9 | Semana 9   | Semana 9  | Semana 10 | Semana 10 | Semana 10 | Semana 11 | Semana 11 | Semana 11 | Semana 11 | Semana 11 | Semana 12 | Semana 12 | Semana 12 | Semana 13 (Final) | Semana 13 (Final) | Semana 13 (Final) | Semana 13 (Final) | Semana 13 (Final) | Semana 13 (Final) | Semana 13 (Final) | Semana 13 (Final) |
| Episodios: | 1        | 2        | 2         | 3-4      | 5        | 5         | 6-9      | 10        | 10        | 11-14    | 15       | 15        | 16-19    | 21       | 21        | 22-25    | 26       | 26        | 27-30    | 31       | 31        | 32       | 32        | 33-35    | 36        | 36        | 37-40    | 41       | 41        | 41-45    | 46         | 46        | 46-49     | 50        | 50        | 51        | 51        | 51-54     | 55        | 55        | 56        | 56        | 56-58     | 59                | 59                | 59                | 59                | 60                | 61                | 62                | Final             |
| ---------- | -------- | -------- | --------- | -------- | -------- | --------- | -------- | --------- | --------- | -------- | -------- | --------- | -------- | -------- | --------- | -------- | -------- | --------- | -------- | -------- | --------- | -------- | --------- | -------- | --------- | --------- | -------- | -------- | --------- | -------- | ---------- | --------- | --------- | --------- | --------- | --------- | --------- | --------- | --------- | --------- | --------- | --------- | --------- | ----------------- | ----------------- | ----------------- | ----------------- | ----------------- | ----------------- | ----------------- | ----------------- |
| Paula M.   |          |          |           |          |          |           | Entra    | Salvada   | Exenta    | Exenta   | Salvada  | Exenta    | Exenta   | Salvada  | Exenta    | Exenta   | Salvada  | Exenta    | Exenta   | Salvada  | Exenta    | Nominada | Salvada   | Exenta   | Salvada   | Exenta    | Exenta   | Salvada  | Exenta    | Exenta   | Nominada** | Salvada   | Exenta    | Salvada   | Exenta    | Nominada  | Salvada   | Exenta    | Salvada   | Exenta    | Salvada   | Exenta    | Exenta    | Salvada           | Exenta            | Nominada          | Salvada           | Nominada          | Nominada          | Finalista         | Ganadora          |
| Claudia    | Entra    | Salvada  | Exenta    | Exenta   | Nominada | Salvada   | Exenta   | Salvada*  | Exenta    | Exenta   | Nominada | Salvada   | Exenta   | Nominada | Salvada   | Exenta   | Nominada | Salvada   | Exenta   | Salvada  | Exenta    | Nominada | Salvada   | Exenta   | Nominada  | Salvada   | Exenta   | Salvada  | Exenta    | Exenta   | Nominada** | Salvada   | Exenta    | Nominada  | Salvada   | Nominada  | Salvada   | Exenta    | Nominada  | Salvada   | Nominada  | Salvada   | Exenta    | Salvada           | Exenta            | Nominada          | Salvada           | Finalista         | Finalista         | Finalista         | Subcampeona       |
| Susana     | Entra    | Nominada | Salvada   | Exenta   | Salvada  | Exenta    | Exenta   | Nominada  | Salvada   | Exenta   | Salvada  | Exenta    | Exenta   | Salvada  | Exenta    | Exenta   | Salvada  | Exenta    | Exenta   | Nominada | Salvada   | Nominada | Salvada   | Exenta   | Nominada  | Salvada   | Exenta   | Salvada  | Exenta    | Exenta   | Nominada** | Salvada   | Exenta    | Nominada  | Salvada   | Nominada  | Salvada   | Exenta    | Salvada   | Exenta    | Nominada  | Salvada   | Exenta    | Nominada          | Salvada           | Nominada          | Salvada           | Nominada          | Finalista         | Finalista         | 3.ª finalista     |
| Isabella   | Entra    | Salvada  | Exenta    | Exenta   | Salvada  | Exenta    | Exenta   | Salvada   | Exenta    | Exenta   | Nominada | Salvada   | Exenta   | Salvada  | Exenta    | Exenta   | Nominada | Salvada   | Exenta   | Nominada | Salvada   | Nominada | Expulsada |          |           |           |          |          |           |          |            |           |           |           |           |           |           |           |           |           | Repesca   | Exenta    | Exenta    | Salvada           | Exenta            | Nominada          | Salvada           | Nominada          | Nominada          | Expulsada         |                   |
| Rasulindo  |          |          |           |          |          |           |          |           |           |          |          |           |          |          |           |          |          |           |          |          |           | Entra    | Salvado   | Exento   | Nominado  | Salvado   | Exento   | Nominado | Salvado   | Exento   | Salvado**  | Exento    | Exento    | Salvado   | Exento    | Nominado  | Salvado   | Exento    | Salvado   | Exento    | Nominado  | Salvado   | Exento    | Nominado          | Salvado           | Nominado          | Expulsado         |                   |                   |                   |                   |
| Justa      |          |          |           |          |          |           |          |           |           |          |          |           |          |          |           |          |          |           |          |          |           |          |           |          |           |           |          |          |           | Entra    | Salvada**  | Exenta    | Exenta    | Salvada   | Exenta    | Nominada  | Expulsada |           |           |           | Repesca   | Exenta    | Exenta    | Nominada          | Expulsada         |                   |                   |                   |                   |                   |                   |
| Laura E.   | Entra    | Salvada  | Exenta    | Exenta   | Salvada  | Exenta    | Exenta   | Nominada  | Expulsada |          |          |           |          |          |           |          |          |           |          |          |           |          |           |          |           |           |          |          |           |          |            |           |           |           |           | Repesca   | Exenta    | Exenta    | Nominada  | Salvada   | Nominada  | Expulsada |           |                   |                   |                   |                   |                   |                   |                   |                   |
| Casandra   |          |          |           |          |          |           |          |           |           | Entra    | Salvada  | Exenta    | Exenta   | Nominada | Salvada   | Exenta   | Nominada | Expulsada |          |          |           |          |           |          |           |           |          |          |           |          |            |           |           |           |           | Repesca   | Exenta    | Exenta    | Nominada  | Expulsada |           |           |           |                   |                   |                   |                   |                   |                   |                   |                   |
| Andrea     |          |          |           |          |          |           |          |           |           |          |          |           |          |          |           |          |          |           |          |          |           |          |           |          |           |           |          |          |           |          |            |           | Entra     | Nominada  | Expulsada |           |           |           |           |           |           |           |           |                   |                   |                   |                   |                   |                   |                   |                   |
| Alejandro  |          |          |           |          |          |           |          |           |           |          |          |           |          |          |           | Entra    | Salvado  | Exento    | Exento   | Salvado  | Exento    | Nominado | Salvado   | Exento   | Salvado   | Exento    | Exento   | Nominado | Salvado   | Exento   | Nominado** | Expulsado |           |           |           |           |           |           |           |           |           |           |           |                   |                   |                   |                   |                   |                   |                   |                   |
| Laura L.   |          |          |           |          |          |           |          |           |           |          |          |           |          |          |           |          |          |           |          |          |           |          |           |          |           |           | Entra    | Nominada | Expulsada |          |            |           |           |           |           |           |           |           |           |           |           |           |           |                   |                   |                   |                   |                   |                   |                   |                   |
| Ane        |          |          |           |          |          |           |          |           |           |          |          |           |          |          |           |          |          |           |          |          |           | Entra    | Salvada   | Exenta   | Nominada^ | Expulsada |          |          |           |          |            |           |           |           |           |           |           |           |           |           |           |           |           |                   |                   |                   |                   |                   |                   |                   |                   |
| Mirella    |          |          |           |          |          |           |          |           |           |          |          |           |          |          |           |          |          |           | Entra    | Nominada | Expulsada |          |           |          |           |           |          |          |           |          |            |           |           |           |           |           |           |           |           |           |           |           |           |                   |                   |                   |                   |                   |                   |                   |                   |
| Aitana     |          |          |           |          |          |           |          |           |           |          |          |           | Entra    | Nominada | Expulsada |          |          |           |          |          |           |          |           |          |           |           |          |          |           |          |            |           |           |           |           |           |           |           |           |           |           |           |           |                   |                   |                   |                   |                   |                   |                   |                   |
| Paula R.   | Entra    | Salvada  | Exenta    | Exenta   | Nominada | Salvada   | Exenta   | Nominada* | Salvada   | Exenta   | Nominada | Expulsada |          |          |           |          |          |           |          |          |           |          |           |          |           |           |          |          |           |          |            |           |           |           |           |           |           |           |           |           |           |           |           |                   |                   |                   |                   |                   |                   |                   |                   |
| Mimi       | Entra    | Nominada | Salvada   | Exenta   | Nominada | Expulsada |          |           |           |          |          |           |          |          |           |          |          |           |          |          |           |          |           |          |           |           |          |          |           |          |            |           |           |           |           |           |           |           |           |           |           |           |           |                   |                   |                   |                   |                   |                   |                   |                   |
| Miriam     | Entra    | Nominada | Expulsada |          |          |           |          |           |           |          |          |           |          |          |           |          |          |           |          |          |           |          |           |          |           |           |          |          |           |          |            |           |           |           |           |           |           |           |           |           |           |           |           |                   |                   |                   |                   |                   |                   |                   |                   |

- En la segunda semana, Paula Reynau fue salvada por su profesor semanal (Dulceida), sin embargo se negó a colaborar en la prueba de eliminación de su compañera, auto-nominándose y pasando a ser Claudia la salvada.
- **El programa penalizó a cuatro de los concursantes, en la semana 9, con la nominación directa, quedando así Justa y Rasulindo salvados, aunque sin saber el veredicto del jurado.
- En el capítulo 51, los concursantes decidieron a que exconcursantes querían volver a ver en el programa, repescados y a cual de los actuales no, el eliminado/expulsado.
- ^ La ventaja de Susana era meter a uno de los salvados en la nominación, quedando cuatro nominados.

     El concursante entra/es repescado en Quiero Ser.
     Concursante que gana la prueba inicial de la semana y consigue una ventaja.
     Concursante salvado por su profesor semanal.
     Concursante no salvado por su profesor y por tanto nominado.
     Concursante salvado por los profesores.
     Concursante salvado por sus compañeros.
     El concursante es expulsado.
     El concursante no sigue en el reality.
     El concursante sale nominado en una prueba de expulsión
     El concursante es finalista
     Tercer/a Finalista
     Segundo/a Finalista
     Ganador/a de Quiero Ser 2

### Equipos
| Semanas:  | 1         | 2         | 3         | 4         | 5         | 6         | 7         | 8         | 9         | 10        | 11        | 12        | 13*          |
| --------- | --------- | --------- | --------- | --------- | --------- | --------- | --------- | --------- | --------- | --------- | --------- | --------- | ------------ |
| Paula M.  |           | Cristo    | Madame    | Cristo    | Cristo    | Dulceida  | Madame    | Madame    | Anna      | Madame    | Cristo    | Cristo    | Equipo único |
| Claudia   | Cristo    | Dulceida  | Dulceida  | Cristo    | Dulceida  | Cristo    | Madame    | Cristo    | Cristo    | Anna      | Madame    | Dulceida  | Equipo único |
| Susana    | Madame    | Cristo    | Dulceida  | Madame    | Madame    | Madame    | Dulceida  | Dulceida  | Cristo    | Cristo    | Dulceida  | Cristo    | Equipo único |
| Isabella  | Dulceida  | Madame    | Madame    | Dulceida  | Cristo    | Cristo    | Expulsada |           |           |           |           | Madame    | Equipo único |
| Rasulindo |           |           |           |           |           |           | Cristo    | Dulceida  | Anna      | Anna      | Madame    | Madame    | Expulsado    |
| Justa     |           |           |           |           |           |           |           |           | Madame    | Cristo    | Expulsada | Dulceida  | Expulsada    |
| Casandra  |           |           | Cristo    | Madame    | Madame    | Expulsada |           |           |           |           | Dulceida  | Expulsada |              |
| Laura E.  | Cristo    | Madame    | Expulsada |           |           |           |           |           |           |           | Cristo    | Expulsada |              |
| Alejandro |           |           |           |           | Dulceida  | Madame    | Cristo    | Madame    | Madame    | Expulsado |           |           |              |
| Laura L.  |           |           |           |           |           |           |           | Cristo    | Expulsada |           |           |           |              |
| Ane       |           |           |           |           |           |           | Dulceida  | Expulsada |           |           |           |           |              |
| Mirella   |           |           |           |           |           | Dulceida  | Expulsada |           |           |           |           |           |              |
| Aitana    |           |           |           | Dulceida  | Expulsada |           |           |           |           |           |           |           |              |
| Paula R.  | Madame    | Dulceida  | Cristo    | Expulsada |           |           |           |           |           |           |           |           |              |
| Mimi      | Dulceida  | Expulsada |           |           |           |           |           |           |           |           |           |           |              |
| Miriam    | Expulsada |           |           |           |           |           |           |           |           |           |           |           |              |

- *En la última semana, hay un solo equipo que realiza las pruebas con todos los profesores.

### Episodios y audiencia
| N.º (prog.) | N.º (temp.) | Fecha      | Características del programa                                                                        | Espectadores | Cuota |
| ----------- | ----------- | ---------- | --------------------------------------------------------------------------------------------------- | ------------ | ----- |
| 45          | 1           | 17/10/2016 | Presentación de los concursantes                                                                    | 161 000      | 1,4%  |
| 46          | 2           | 18/10/2016 | Prueba grupal eliminatoria / Expulsión de Miriam                                                    | 168 000      | 1,4%  |
| 47          | 3           | 19/10/2016 | Pruebas por equipos                                                                                 | 230 000      | 2,0%  |
| 48          | 4           | 20/10/2016 | Pruebas por equipos                                                                                 | 165 000      | 1,5%  |
| 49          | 5           | 21/10/2016 | Salvación de Laura Esteban, Susana e Isabella, Claudia y Paula Reynau / Expulsión de Mimi           | 117 000      | 1,2%  |
| 50          | 6           | 24/10/2016 | Entra Paula Moya / Prueba grupal                                                                    | 107 000      | 0,9%  |
| 51          | 7           | 25/10/2016 | Pruebas por equipos                                                                                 | 102 000      | 0,9%  |
| 52          | 8           | 26/10/2016 | Pruebas por equipos                                                                                 | 202 000      | 1,6%  |
| 53          | 9           | 27/10/2016 | Pruebas por equipos                                                                                 | 182 000      | 1,6%  |
| 54          | 10          | 28/10/2016 | Salvación de Isabella, Paula Moya y Claudia, y Susana y Paula Reynau / Expulsión de Laura E.        | 178 000      | 1,6%  |
| 55          | 11          | 31/10/2016 | Entra Casandra / Prueba grupal                                                                      | 122 000      | 1,0%  |
| 56          | 12          | 01/11/2016 | Pruebas por equipos                                                                                 | 249 000      | 1,5%  |
| 57          | 13          | 02/11/2016 | Pruebas por equipos                                                                                 | 173 000      | 1,3%  |
| 58          | 14          | 03/11/2016 | Pruebas por equipos                                                                                 | 225 000      | 1,6%  |
| 59          | 15          | 04/11/2016 | Salvación de Susana, Paula Moya y Casandra, e Isabella y Claudia / Expulsión de Paula Reynau        | 119 000      | 0,9%  |
| 60          | 16          | 07/11/2016 | Entra Aitana / Prueba grupal                                                                        | 172 000      | 1,2%  |
| 61          | 17          | 08/11/2016 | Pruebas por equipos                                                                                 | 223 000      | 1,6%  |
| 62          | 18          | 09/11/2016 | Pruebas por equipos                                                                                 | 242 000      | 1,6%  |
| 63          | 19          | 10/11/2016 | Pruebas por equipos                                                                                 | 209 000      | 1,5%  |
| 64          | 20          | 11/11/2016 | Casting                                                                                             | 134 000      | 1,0%  |
| 65          | 21          | 14/11/2016 | Salvación de Susana, Paula Moya y Isabella, y Casandra y Claudia / Expulsión de Aitana              | 213 000      | 1,4%  |
| 66          | 22          | 15/11/2016 | Entra Alejandro / Prueba grupal                                                                     | 262 000      | 1,7%  |
| 67          | 23          | 16/11/2016 | Pruebas por equipos                                                                                 | 165 000      | 1,1%  |
| 68          | 24          | 17/11/2016 | Pruebas por equipos                                                                                 | 184 000      | 1,3%  |
| 69          | 25          | 18/11/2016 | Pruebas por equipos                                                                                 | 193 000      | 1,5%  |
| 70          | 26          | 21/11/2016 | Salvación de Susana, Paula Moya y Alejandro, e Isabella y Claudia / Expulsión de Casandra           | 176 000      | 1,2%  |
| 71          | 27          | 22/11/2016 | Entra Mirella / Prueba grupal                                                                       | 171 000      | 1,2%  |
| 72          | 28          | 23/11/2016 | Pruebas por equipos                                                                                 | 154 000      | 1,0%  |
| 73          | 29          | 24/11/2016 | Pruebas por equipos                                                                                 | 145 000      | 1,0%  |
| 74          | 30          | 25/11/2016 | Pruebas por equipos                                                                                 | 230 000      | 1,7%  |
| 75          | 31          | 28/11/2016 | Salvación de Claudia, Paula M. y Alejandro, e Isabella y Susana / Expulsión de Mirella              | 212 000      | 1,4%  |
| 76          | 32          | 29/11/2016 | Entran Rasulindo y Ane / Prueba grupal eliminatoria / Expulsión de Isabella                         | 181 000      | 1,2%  |
| 77          | 33          | 30/11/2016 | Pruebas por equipos                                                                                 | 213 000      | 1,4%  |
| 78          | 34          | 02/12/2016 | Pruebas por equipos                                                                                 | 141 000      | 1,1%  |
| 79          | 35          | 05/12/2016 | Salvación de Paula Moya y Alejandro / Salvación de Susana, Claudia y Rasu / Expulsión de Ane        | 136 000      | 1,0%  |
| 80          | 36          | 06/12/2016 | Entra Laura López / Prueba grupal                                                                   | 178 000      | 1,1%  |
| 81          | 37          | 07/12/2016 | Pruebas por equipos                                                                                 | 169 000      | 1,3%  |
| 82          | 38          | 08/12/2016 | Pruebas por equipos                                                                                 | 197 000      | 1,3%  |
| 83          | 39          | 09/12/2016 | Pruebas por equipos                                                                                 | 217 000      | 1,6%  |
| 84          | 40          | 12/12/2016 | Salvación de Susana, Paula M. y Claudia, y Alejandro y Rasu / Expulsión de Laura L. / Entra Justa   | 159 000      | 1,1%  |
| 85          | 41          | 13/12/2016 | Pruebas por equipos                                                                                 | 179 000      | 1,2%  |
| 86          | 42          | 14/12/2016 | Pruebas por equipos                                                                                 | 195 000      | 1,3%  |
| 87          | 43          | 15/12/2016 | Pruebas por equipos                                                                                 | 168 000      | 1,2%  |
| 88          | 44          | 16/12/2016 | Pruebas por equipos                                                                                 | 137 000      | 1,1%  |
| 89          | 45          | 19/12/2016 | Nominación disciplinaria para Alejandro, Susana, Paula Moya y Claudia                               | 202 000      | 1,3%  |
| 90          | 46          | 20/12/2016 | Salvación de Susana, Paula Moya y Claudia / Expulsión de Alejandro / Entra Andrea / Prueba grupal   | 208 000      | 1,4%  |
| 91          | 47          | 21/12/2016 | Pruebas por equipos                                                                                 | 245 000      | 1,7%  |
| 92          | 48          | 22/12/2016 | Pruebas por equipos                                                                                 | 225 000      | 1,6%  |
| 93          | 49          | 23/12/2016 | Pruebas por equipos                                                                                 | 153 000      | 1,2%  |
| 94          | 50          | 26/12/2016 | Salvación de Rasu, Paula Moya y Justa / Salvación de Susana y Claudia / Expulsión de Andrea         | 210 000      | 1,3%  |
| 95          | 51          | 27/12/2016 | Repesca de Laura Esteban y Casandra / Expulsión de Justa / Prueba grupal                            | 176 000      | 1,2%  |
| 96          | 52          | 28/12/2016 | Pruebas por equipos                                                                                 | 158 000      | 1,1%  |
| 97          | 53          | 29/12/2016 | Pruebas por equipos                                                                                 | 108 000      | 0,8%  |
| 98          | 54          | 02/01/2017 | Salvación de Susana, Paula Moya y Rasu, y de Claudia y Laura Esteban / Expulsión de Casandra        | 206 000      | 1,4%  |
| 99          | 55          | 03/01/2017 | Prueba grupal eliminatoria y de repesca / Repesca de Justa e Isabella / Expulsión de Laura Esteban  | 185 000      | 1,3%  |
| 100         | 56          | 04/01/2017 | Pruebas por equipos                                                                                 | 165 000      | 1,2%  |
| 101         | 57          | 05/01/2017 | Pruebas por equipos                                                                                 | 106 000      | 1,0%  |
| 102         | 58          | 06/01/2017 | Pruebas por equipos                                                                                 | 183 000      | 1,0%  |
| 103         | 59          | 09/01/2017 | Salvación de Claudia, Paula M. e Isabella, y de Susana y Rasulindo / Expulsión de Justa y Rasulindo | 183 000      | 1,2%  |
| 104         | 60          | 10/01/2017 | Prueba grupal / Claudia, 1.ª finalista                                                              | 188 000      | 1,2%  |
| 105         | 61          | 11/01/2017 | Prueba grupal / Susana, 2.ª finalista                                                               | 300 000      | 2,0%  |
| 106         | 62          | 12/01/2017 | Prueba grupal / Paula Moya, 3.ª finalista / Expulsión de Isabella                                   | 187 000      | 1,2%  |
| 107         | 63          | 13/01/2017 | Final:Prueba clasificatoria / Expulsión de Susana / Ganadora:Paula M., subcampeona:Claudia          | 245 000      | 1,5%  |

## Audiencias
| Temporada | Temporada | Episodios | Estreno               | Final                    | Audiencia media | Audiencia media |
| Temporada | Temporada | Episodios | Estreno               | Final                    | Espectadores    | Cuota           |
| --------- | --------- | --------- | --------------------- | ------------------------ | --------------- | --------------- |
|           | 1         | 44        | 19 de julio de 2016   | 11 de septiembre de 2016 | 242 000         | 2,2%            |
|           | 2         | 63        | 17 de octubre de 2016 | 13 de enero de 2017      | 183 000         | 1,3%            |
| Total     | Total     | 107       | 19 de julio de 2016   | 13 de enero de 2017      | 213 000         | 1,8%            |

## Palmarés
| Edición                    | Fecha de emisión | Cadena               | Ganador/a      | Subcampeón    | Tercer lugar  |
| Quiero ser:Primera edición | 2016             | Telecinco / Divinity | Alicia Alameda | Javier Ausín  | Marta Soriano |
| Quiero ser:Segunda edición | 2016-2017        | Divinity             | Paula Moya     | Claudia Luque | Susana García |
| -------------------------- | ---------------- | -------------------- | -------------- | ------------- | ------------- |